# 底棲生物

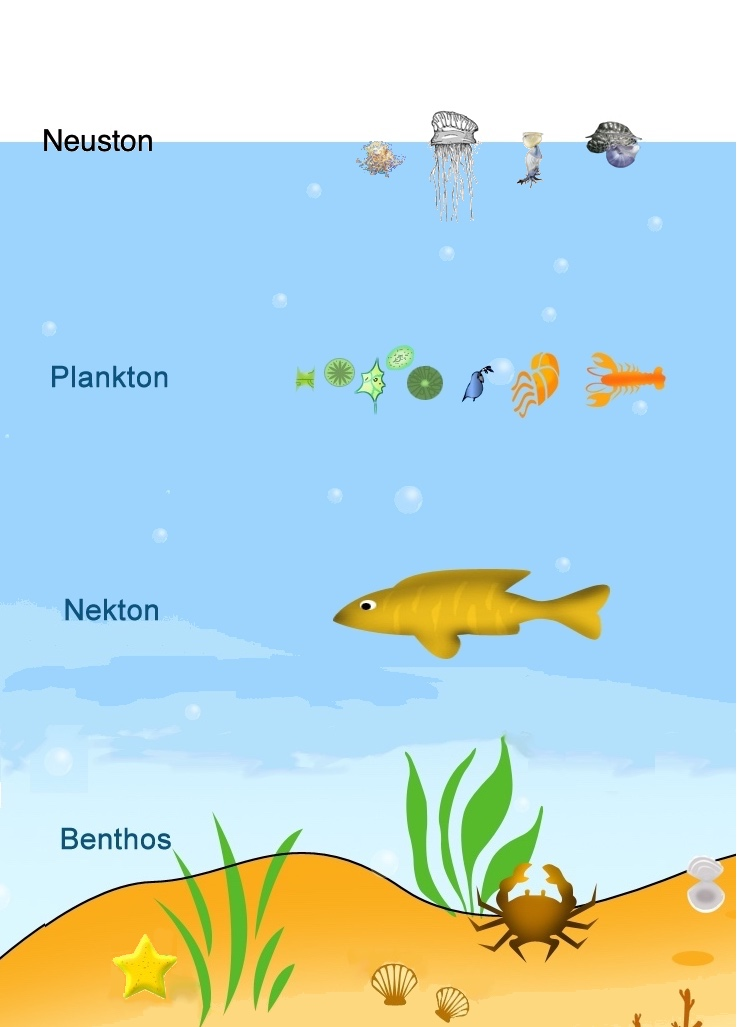
水生生物的四大生态位类群（由浅至深）：浮水生物（neuston）、浮游生物（plankton）、自游生物（nekton）和底栖生物（benthos）

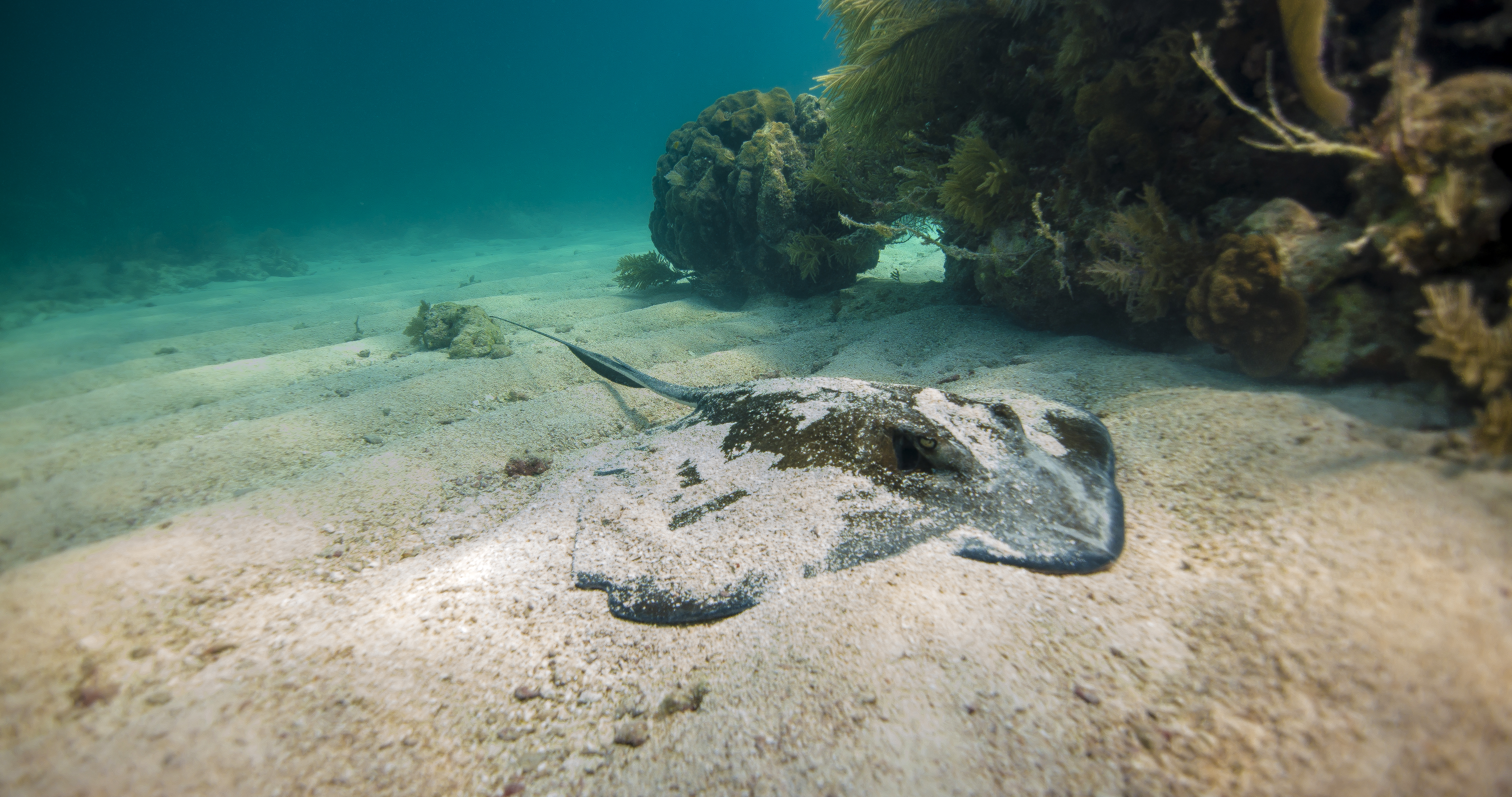
一只半掩埋在水底基质中的𫚉鱼

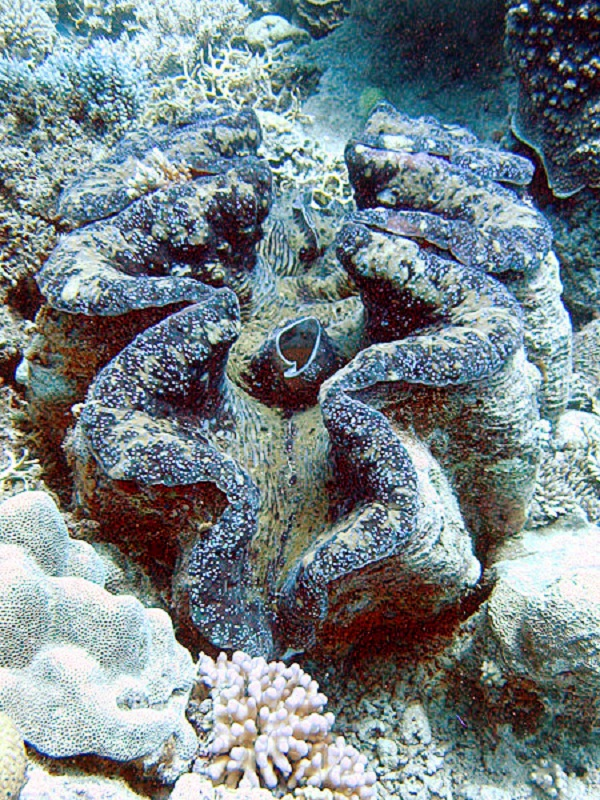
巨蚌，一種大型的底棲软体动物

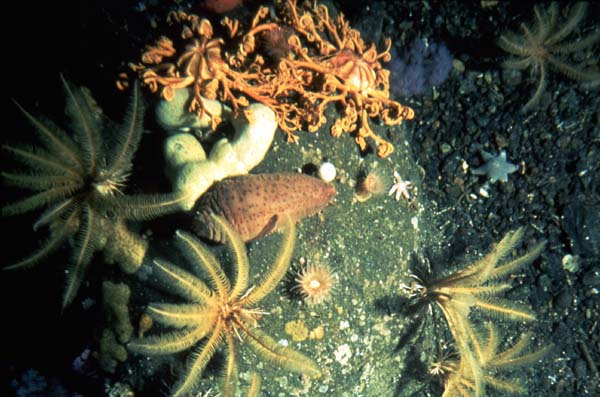
三种海底生物界常见的底栖棘皮动物——蛇尾、海参和海百合

底棲生物是指任何在水体底部栖息的生命，通常指海床附近底层生物界的各种海洋生物，有時也會指在湖底或河底的淡水生物，因此同时涉及海洋生物学和淡水生物學两大领域的环节。典型的底栖生物有各种底栖鱼类（如比目鱼、𫚉鱼、盲鳗等）、蟹类、龙虾、章鱼、贝类、海星、海參、海绵等水生动物，以及固着于水底的水生植物、藻类、真菌、原生动物和微生物菌群等群落。

## 分类
底栖生物可以根据其与水底沉积物基质的生态环境关系细分为三类：
- 底上生物（hyperbenthos）：指在基质上方低于底层区的水层游动的生物，如大部分底栖鱼类，也稱大洋底棲性（benthopelagic）[1]；
- 底表生物（epibenthos）：指在基质表面爬行、埋藏或附着的生物，如虾类、蟹类、螺类、比目鱼和各类固着的滤食性动物，以及各种沉水性水生植物（如海草和金鱼藻）、海藻、真菌和微生物；
- 底内生物（endobenthos）：指在基质内穴居的生物，如博比特虫、星虫、蛏子、海蛄虾等。

前苏联鱼类学家尤里·阿利耶夫（俄語：Юрий Глебович Алеев，1926～1991）曾在其1977年出版的《自游动物》一书中在描述自游动物的生态形态学分类时连带着在底栖生物（主要指底栖动物）中额外分出了一个称为“自游底栖者”的分类。而耶鲁大学的一个团队在2018年发表在《皇家学会报告》期刊中的一篇论文内将阿利耶夫的分类定义进一步补完，将底栖生物进一步细分：
- 底层生物（demersus）——相当于上面提到的“底上生物”
  - 真底层动物（eudemersus）：其实是主要在底层区栖息活动的自游生物，体态为有限的流线型且通常较扁平，但没有爬行附肢，许多都带有保护性的外骨骼或棘刺，例如各种珊瑚鱼、银鲛、弓鳍鱼、鹦鹉螺等；
  - 自游底栖者（nektobenthos）：紧贴着海床沉积物栖息、具有短距离游动能力的动物，体态通常非常扁平或细长，通常喜欢在沉积物表面拟态或浅埋自身，可能拥有适合爬行的附肢，比如鳐类、比目鱼、鳗鱼、七鳃鳗、盲鳗、章鱼、鲎、虾蛄等；
- 底栖生物（benthos）
  - 移动底栖者（motile benthos）：不能或通常不游动但具有爬行能力的底栖生物，例如蟹类、大部分虾类、文昌鱼、海螺、石鳖、海星、海参、海胆等；
  - 固着底栖者（sessile benthos）：不具备移动能力的底栖生物，其中许多都是造礁生物，比如海绵、海鞘、海百合、海葵、海笔、珊瑚、藤壶等。贝类（双壳类和腕足类）虽然理论上也具有短距离移动能力，但其生命周期绝大部分时间都是固着或穴居在水底不移动的。

## 生态
大多数的底棲生物处于食物网的中下层位置，主要以滤食、食藻和伏击捕食为主；其余的充当食腐者或食碎屑者的角色。海洋中有机物的制造者（浮游单细胞藻类、大型底栖藻类、少数自營微生物）是植食性浮游動物、底栖生物（如双壳贝类少数腹足类）的食物。有的以大型藻类为食（如藻虾）；有的以浮游植物、有机碎屑为食（如大多数双壳贝类、毛虾），在食物链中处于第2级；另有以浮游、底栖动物为食，属食物链的第3级（如螺和许多虾、蟹）；而底栖动物又是鱼类等的食物；有的还是人类的食物。
底棲动物适应潜底，或细长具有伸缩能力，或平扁易于挖掘潜伏，有尖形头、足，有能从底表获得水和食物的水管系统，或者能制造水流的构造（如双壳贝类的水管、一些虾蟹的附肢、海葵类的触手等），穴居或管栖的动物有自身分泌的黏液形成的沙管或分泌物形成的管道，稱之為棲管。也有一些动物可以在沙内筑巢，如多毛类的海蚯蚓等。
多数底栖动物生活史中都有一个浮游幼体阶段；幼体漂浮在水层中，随水流动，向远处扩散，绝大多数幼体对底质要求很严格，如固着生活的藤壶属，底内生活的蚶、蛤类，只定着在适宜的底质上。在粗颗粒沉积少、有机物含量高的区域，常有大量此类生物。